# Jean-Louis Verdier
Pour les articles homonymes, voir Verdier.
Jean-Louis Verdier (2 février 1935 – 25 août 1989 ) est un mathématicien français.
Il effectue sa thèse sous la direction d'Alexandre Grothendieck. Il travailla sur les catégories dérivées et introduit la dualité de Verdier (en).
Il fut diplômé de l'École normale supérieure où plus tard il devint directeur d'étude. Il a été professeur à  l'université d'Orsay, puis à l'université Paris VII - Diderot. Il était membre du groupe Nicolas Bourbaki.
Il eut plusieurs élèves qui passèrent des thèses sous sa responsabilité, dont Arnaud Beauville et Alain Lascoux.